# Tour de Calabre
Le Tour de Calabre (en italien : Giro di Calabria) est une course cycliste par étapes italienne disputée dans la région de Calabre, dans le Sud de l'Italie.

## Histoire de l'épreuve
Le Tour de Calabre est disputé pour la première fois en 1988. Elle est courue par variante de deux ou trois étapes.

## Palmarès
| Année   | Vainqueur        | Deuxième             | Troisième         |
| ------- | ---------------- | -------------------- | ----------------- |
| 1988    | Gianni Bugno     | Emanuele Bombini     | Giuseppe Petito   |
| 1989    | Alberto Volpi    | Marco Saligari       | Stefano Colagè    |
| 1990    | Guido Winterberg | Gianluca Pierobon    | Niki Rüttimann    |
| 1991    | Paolo Botarelli  | Leonardo Sierra      | Stefano Giuliani  |
| 1992    | Marco Saligari   | Michele Coppolillo   | Franco Chioccioli |
| 1993-94 | non disputé      | non disputé          | non disputé       |
| 1995    | Stefano Colagè   | Francesco Casagrande | Davide Cassani    |
| 1996    | Gabriele Colombo | Rodolfo Massi        | Michele Bartoli   |
| 1997    | non disputé      | non disputé          | non disputé       |
| 1998    | Rodolfo Massi    | Michele Bartoli      | Eddy Mazzoleni    |